# Salman Raduyev
Salmán Betýrovich Radúyev (Gudermés, RASS de Chechenia e Ingusetia, 13 de febrero de 1967 - Solikamsk, óblast de Perm, 4 de diciembre de 2002) fue un comandante y separatista, checheno que participó en las dos Guerras chechenas. 
Fue un comandante checheno entre 1994 y 1999 y fue responsable de la Toma de rehenes de Kizlyar. Debido a sus acciones, era considerado en Rusia como un terrorista y el segundo hombre más buscado. Gueorgui Derluguián lo llamó "el niño terrible de la resistencia Chechenia, porque fuera de su vida militar era reconocido por ser excéntrico, llevaba un uniforme decorado con una insignia que aseguraba, era de Genghis Khan, una boina militar negra al estilo de Saddam Hussein, un keffiyeh árabe alrededor de su cuello y gafas de sol para esconder su cara, el cual era fuertemente reconstruido después de múltiples operaciones quirúrgicas debido a los daños que sufrió en sus años como militar. Fue arrestado en 2000 por el ejército ruso y falleció en la colonia penal rusa, llamada Cisne blanco, de Solikamsk en 2002, a causa de una hemorragia interna.

## Biografía
Radúyev nació en 1967 en el seno de una familia del teip Gardaloy en Novogróznenski cerca de Gudermés en el este de Chechenia. 
Durante los años 1980, Radúyev era un activista en la liga juvenil comunista de Komsomol del cual finalmente se convirtió en dirigente. Después de asistir a una escuela secundaria en Gudermés, Radúyev sirvió en 1985 a 1987 como ingeniero de construcción en las Fuerzas de Cohete Estratégicas rusas en la antigua República Socialista soviética bielorrusa, donde se convirtió en un miembro activo del Partido Comunista de la Unión soviética. Después de la desmovilización del Partido Comunista, estudio economía y trabajó en la industria de construcción soviética.
Al igual que muchos chechenos buscó la educación islámica en Asia Central en la década de 1990, Radúyev también se había formado en las ciencias islámicas, habiendo estudiado en una madrasa en Namangán, en Uzbekistán.
Después de que Chechenia declarara su independencia, fue nombrado perfecto de Gudermés en junio de 1992 por Dzhojar Dudáyev, quién era el presidente de la República Chechena de Ichkeria. Dzhojar Dudáyev, quien se había casado con la hermana de Radúyev.

## Carrera militar inicial
Durante la Primera Guerra Chechena, Radúyev se convirtió en un comandante para las fuerzas separatistas chechenas. Luchó en la batalla de Grozny, fue herido en marzo de 1995 durante un intento fallido de las fuerzas especiales rusas por capturarlo. 
En octubre de 1995, dirigió la 6.ª Brigada con sede en el Distrito de Gudermés con una importancia estratégica, parte de la capital Grozny y la ciudad de Argún. El 14 de diciembre de 1995, Radúyev, junto con Sultán Guelisjánov, dirigió una redada a la ciudad de Gudermés. 
El 9 de enero de 1996, Radúyev, presuntamente copiando la crisis de rehenes del hospital de Budiónnovsk de 1995 dirigida por Shamil Basáyev, dirigió a gran escala la Toma de rehenes en Kizlyar en la región fronteriza con Rusia de Daguestán, donde sus hombres tomaron al menos 2.000 rehenes civiles. La redada hizo mundialmente famoso a Radúyev, el ataque se convirtió en una batalla contra el Ejército Ruso, la cual terminó con la destrucción completa del pueblo fronterizo de Pervomáyskoye, llevó a otros dirigentes chechenos para enfrentar políticamente el ataque.
En marzo de 1996, recibió un disparado en la cabeza, pero sobrevivió a pesar de que se diera un comunicado incorrecto acerca de su muerte; las fuerzas especiales rusas afirmaron a verlo matado por represalia a al ataque de  Kizlyar, mientras otras fuentes dijeron que le habían disparado por una disputa en Chechenia. El 6 de marzo, 63 de los 101 diputados del Parlamento de Estonia enviaron pésames a Dudáyev expresando "compasión profunda con los chechenos por la pérdida de comandante Radúyev", provocando una disputa con la Duma Estatal. Radúyev obtuvo tratamiento médico en el extranjero.

## Carrera militar posterior
El verano de 1996, Radúyev regresó a la república y rechazó las órdenes del presidente interino de Chechenia, Zelimján Yandarbíyev, de dejar de coordinar ataques terroristas en Rusia (como ordenar colocar bombas en trolebuses en Moscú y estaciones de tren en Armavir y Piatigorsk), y el alto al fuego que conducirían hasta los Acuerdos de Jasaviurt. Incluso Radúyev acusó a Yandarbíyev de traición por aceptar un alto el fuego y lo amenazó de muerte.
Radúyev, tenía su cara deformada por el daño de aquel atentado y ahora se escondía detrás de una gran barba negra y gafas negras, fue el único comandante de campo que anuncio abiertamente que la guerra continuaría con Rusia a pesar del acuerdo de paz.
En 1997, el nuevo presidente checheno Aslán Masjádov lo despojó del rango de general de brigada a soldado raso. Sin embargo, los veteranos de guerra dirigidos por Radúyev tomaron acciones, iniciando una manifestación en Grozny. Esta manifestación terminó en una balacera con un resultado de la muerte de ambos bandos del comandante de la milicia de Radúyev, Vaja Dzhafárov, y del jefe de las Fuerzas de Seguridad Chechenas, Lechi Jultýgov. Mientras tanto,  Radúyev se atribuia cada explosión en Rusia, incluyendo las fugas accidentales de gas, Radúyev afirmó que no había muerto en 1996, y le daba "órdenes a una base secreta de la OTAN en Turquía" con el objetivo de liberación de todo el norte del Caucasuo.
Radúyev tenía un comportamiento excéntrico, aun así, no fue muy popular en Chechenia. Muchos abiertamente dudaron de su cordura en una entrevista en 1997, Masjádov lo describió como un "enfermo mental; incluso Basáyev, quién había sido su aliado en contra de la oposición contra Masjádov, según se dice lo llamó "loco". En octubre de 1997, Radúyev fue otra vez severamente herido por una bomba automovilística matando a otras tres personas. Anteriormente, había sobrevivido de al menos otros dos atentados, en abril y julio de 1997.
En mayo de 1998, el tribunal islámico de Chechenia lo sentenció a cuatro años en prisión por un presunto intento de derrocar a Masjádov, pero no hicieron ningún intento de arrestarlo. En septiembre de 1998, anunció una "paz provisional" de los actos de terrorismo. Afirmó que había liberado nueve rusos de secuestrados de sus captores. También divulgó haber chocado con los círculos islamistas y haber pedido una prohibición del Wahabismo en Chechenia.
En enero de 1999, respaldo al parlamento de la república en su conflicto con la Corte Sharía. Su ejército privado, de algunos 1.000 hombres fuertemente armados, llamada "Ejercitó del General Radúyev", fue implicada en varios robos de trenes.
A principios de los 1999, desaparecido públicamente nueva mente, mientras se realizaba una cirugía plástica importante en Alemania. Los supuestos implantes de titanio le ganaron el apodo de "Titánic" en Rusia, mientras en Chechenia se lo conocía popularmente como "Michael Jackson", haciendo referencia a su cirugía plástica. Todavía seriamente enfermo y recuperándose de la cirugía, juró "represalias" en contra de Rusia por la sentencia de marzo de 1999 de dos mujeres chechenas.
En septiembre de 1999, inició la segunda guerra chechena, organizó una manifestación en Grozny a la que llegaron 12.000 personas, instó a las personas a quedarse en casa y prepararse para defender la ciudad. Se informó que su ejército había sido destruido parcialmente por una serie de enfrentamientos tempranos a finales de 1999, tras este suceso dejó de hablar públicamente de sus planes y nuevos ataques.

## Arresto
Radúyev fue capturado en marzo de 2000 por la FSB (Unidad Rusa de Operaciones Especiales) en su casa en Novogróznenski. Durante la segunda guerra chechena, estuvo muy enfermizo y tuvo que recibir un tratamiento en el extranjero, por lo que tuvo que afeitarse la barba y mudarse a una casa cercana a la frontera con Rusia en preparación para la salida. Uno de sus hombres, informo a las fuerzas rusas sobre su paradero. Fue arrestado sin ninguna resistencia. El presidente ruso Vladímir Putin dijo que Radúyev había confesado dar órdenes de asesinar a Eduard Shevardnadze, presidente de Georgia.
Fue juzgado por 18 cargos diferentes, incluyendo terrorismo, bandolerismo, toma de rehenes, organizar asesinatos y de formar organizaciones armadas ilegales. Se declaró no culpable, mantuvo solo seguir órdenes, declaró no sufrir enfermedades mentales y dijo que esperaba ser liberado de prisión en los próximos 9 a 13 años. Las docenas de testigos fueron llamados a declarar en contra de él, pero muchas de sus presuntas "víctimas" rechazaron participar. En diciembre de 2001, fue sentenciado a cadena perpetua. Su apelación fue rehusada por la Corte Suprema de Rusia en abril de 2002.

## Muerte
En diciembre de 2002, Radúyev murió en la prisión de alta seguridad de la colonia penal Cisne blanco en Solikamsk de una hemorragia interna. Su cuerpo no fue entregado a su familia debido a una nueva ley rusa introducida que prohibía la liberación de cuerpos de las personas condenadas a terrorismo.
Las circunstancias que rodean la muerte de Radúyev no están aclaradas. Según su familia y otros separatistas, este fue asesinado en prisión después de que se negara a hablar sobre las acusaciones contra Ajmed Zakáyev, el cual se encontraba arrestado en Dinamarca. Kommersant dijo que la "razón real de la muerte de Radúyev probablemente nunca se iba a conocer," mientras Vremya Novostéi, sugirió que después de ser forzado a dar información que se le solicitó, "ya no lo requerían" las autoridades rusas. Amnistía Internacional había pedido una investigación exhaustiva sobre las circunstancias que rodearon su muerte, pero la petición fue rechazada y su cuerpo no fue exhumado.